# 13053 Bertrandrussell
13053 Bertrandrussell este o planetă minoră (asteroid) din centura de asteroizi. A fost descoperită pe 22 septembrie 1990 la Observatorul European Austral de Eric Walter Elst și a fost numită după Bertrand Russell. 
Obiectul prezintă o orbită caracterizată de o semiaxă mare de 2,6014009 UAi, o excentricitate de 0,29, o înclinație de 5,43467 ° în raport cu ecliptica.